# Austrocyrta fasciculata

Austrocyrta fasciculata  (лат.) — род сидячебрюхих перепончатокрылых насекомых рода Austrocyrta из семейства остробрюхих рогохвостов (Xiphydriidae) (триба Derecyrtini, Derecyrtinae). Австралия.

## Распространение
Эндемик штата Квинсленд, Австралии. Второй представитель южноамериканского подсемейства Derecyrtinae в Австралии.

## Описание
Длина от 10,9 до 16,1 мм. Окраска в основном чёрная или тёмно-бурая с желтовато-оранжевыми отметинами на голове, груди (пронотум, мезоскутеллюм, скутеллюм) и брюшке (на 2-5 сегментах). Голени и лапки оранжево-коричневые. Перепончатокрылые насекомые с удлинённой формой тела. Обладают сильно вздутой за глазами головой. Нижнечелюстные щупики 7-члениковые, нижнегубные состоят из 4 сегментов. Жгутик усика включает от 17 флагелломеров. Лоб и щёки гладкие и блестящие. Заднее крыло расширенное в средней части. В переднем крыле жилка 2r отсутствует. Разделяет общие с подсемейством Derecyrtinae признаки, такие как, чётко ограниченная килями дорсальная область на мезоскутеллюме и выступающие туберкулы около её вершины (близок к двум родам Derecyrta и Steirocephala, встречающимся только в Южной Америке). Обнаружены в растительных сообществах, состоящих из таких видов как Callitris glaucophylla (предположительное растение-хозяин) и Opuntia tomentosa. Вид был впервые описан в 2009 году австралийскими энтомологами Джоном Дженнингсом и Эндрю Остином (John T. Jennings; Andrew D. Austin; Australian Centre for Evolutionary Biology and Biodiversity, School of Earth and Environmental Sciences, The University of Adelaide, Аделаида, Австралия) и американским зоологом Натаном Шиффом (Nathan M. Schiff; USDA Forest Service, Center for Bottomland Hardwoods Research, Стонвилл, Миссисипи, США).